# Kanton Tauves
Kanton Tauves (fr. Canton de Tauves) je francouzský kanton v departementu Puy-de-Dôme v regionu Auvergne. Tvoří ho šest obcí.

## Obce kantonu
- Avèze
- Labessette
- Larodde
- Saint-Sauves-d'Auvergne
- Singles
- Tauves